# Raspinell pirinenc
El raspinell pirinenc (Certhia familiaris) és un ocell menut passeriforme de la família dels cèrtids (Certhiidae)
Aquest ocell té nou o més subespècies que crien en diferents parts de la seva zona de distribució que és l'Euràsia temperada. És un ocell insectívor que s'enfila pels troncs dels arbres tot cercant insectes.
També rep els noms de rapinyell, rapa-soques O pica-soques.

## Descripció
Similar a altres raspinells, fa uns 12,5 cm de llarg i pesa de 7 a 13 grams. Mascle i femella són molt semblants.
El raspinell pirinenc cria a nivell de mar en la part nord de la seva àrea de distribució però en els Pirineus cria per sobre dels 1.400 m d'altitud. Les àrees de cria tenen isotermes de juliol entre 14–16 °C i 23–24 °C.
És un ocell no migrador quan es troba en climes suaus. Pot anar al sud a l'hivern o baixar d'altitud.